# 胖子查理
查理三世（德語：Karl III der Dicke）或称胖子查理（法語：Charles le Gros；839年6月13日—888年1月13日）是加洛林王朝的东法兰克国王（876年起），西法兰克国王（884年起）和神圣罗马皇帝（称查理三世，881年起）。查理三世是加洛林王朝正統的出身皇帝，也是最後一位統治法蘭克人所有領土的皇帝。

## 生平
查理三世是東法蘭克王國的缔造者日耳曼人路易與巴伐利亞的艾瑪的幼子、查理曼的曾孫。在他的一生中，查理三世陆续成为加洛林王朝的罗马帝国分裂出的各個王國的共主。876年，在東法蘭克王國分裂後，他被授予阿勒曼尼亞領主地位，在他因中風而喪失行動能力的長兄巴伐利亞的卡洛曼退位後，他繼承了意大利國王的王位。 881年，教宗若望八世加冕他為神聖羅馬皇帝，次年他繼承了次兄青年路易（薩克森王國和巴伐利亞王國）的領土，重新統一了東法蘭克王國。884年他的堂弟卡洛曼二世去世後，他繼承整個西法蘭克王國，從而重新統一整個加洛林帝國。 
通常查理三世被認為昏昏欲睡和無能——眾所周知，他患有反复的疾病，據信患有癲癇症——他兩次與維京襲擊者求和，包括臭名昭著、最终导致他垮台的巴黎圍城戰。 
查理三世在位时短暂地重新统一了查理大帝统治过的全部疆土（包括意大利，查理三世于879年成为意大利國王），并于881年由教宗若望八世加冕为“神圣罗马皇帝”。但他的统治非常虚弱，帝国的统一很大程度上是空有其表。重新統一的帝國並沒有持續多久。887年11月，他的侄子卡林西亞的阿努爾夫发动政變，查理三世在東法蘭克、洛塔林吉亞和意大利王國被廢黜並被阿努爾夫所取代。他只好安靜地退下來，就在他被廢黜的幾週後，於888年1月因自然原因逝世。在他逝世後，帝國迅速分崩離析，分裂為五個獨立的繼承王國；直到拿破仑时，才有人能够再次统治他统治过的所有领地。 
胖子查理的垮台标志着统一的法兰克国家的历史的结束。帝国彻底分裂：東法蘭克和洛林归属阿努尔夫；西法蘭克王國归罗贝尔家族的巴黎伯爵厄德；上勃艮第由韦尔夫家族的鲁道夫一世继承；下勃艮第（普罗旺斯）归博索家族的瞎子路易。

## 死亡
查理三世最后只剩下在西法兰克政权。888年1月13日，查理死于加洛林帝国多瑙艾辛根。死后被葬在博登湖赖兴瑙岛。

## 配偶与子女
查理三世与士瓦本的理查蒂絲（845年—920年）结婚。两人生有两子，名为卡洛曼和伯纳德。